# Bond Township (Illinois)
Bond Township est un township du comté de Lawrence dans l'Illinois, aux États-Unis,.

## Source de la traduction
- (en) Cet article est partiellement ou en totalité issu de l’article de Wikipédia en anglais intitulé « Bond Township, Lawrence County, Illinois » (voir la liste des auteurs).